# Actinopterigis
Els actinopterigis (Actinopterygii, gr. 'aletes radiades') són el clade dominant dels vertebrats, amb més de 27.000 espècies de peixos, distribuïdes per gairebé tots els ambients aquàtics marins, d'aigua dolça i salabrosos. Han desenvolupat estratègies d'adaptació que els han capacitat per colonitzar tota classe d'ambients aquàtics. Les espècies més conegudes de peixos són actinopterigis; per exemple, ho són la truita, el salmó, la carpa, la tonyina, el rap i la piranya.

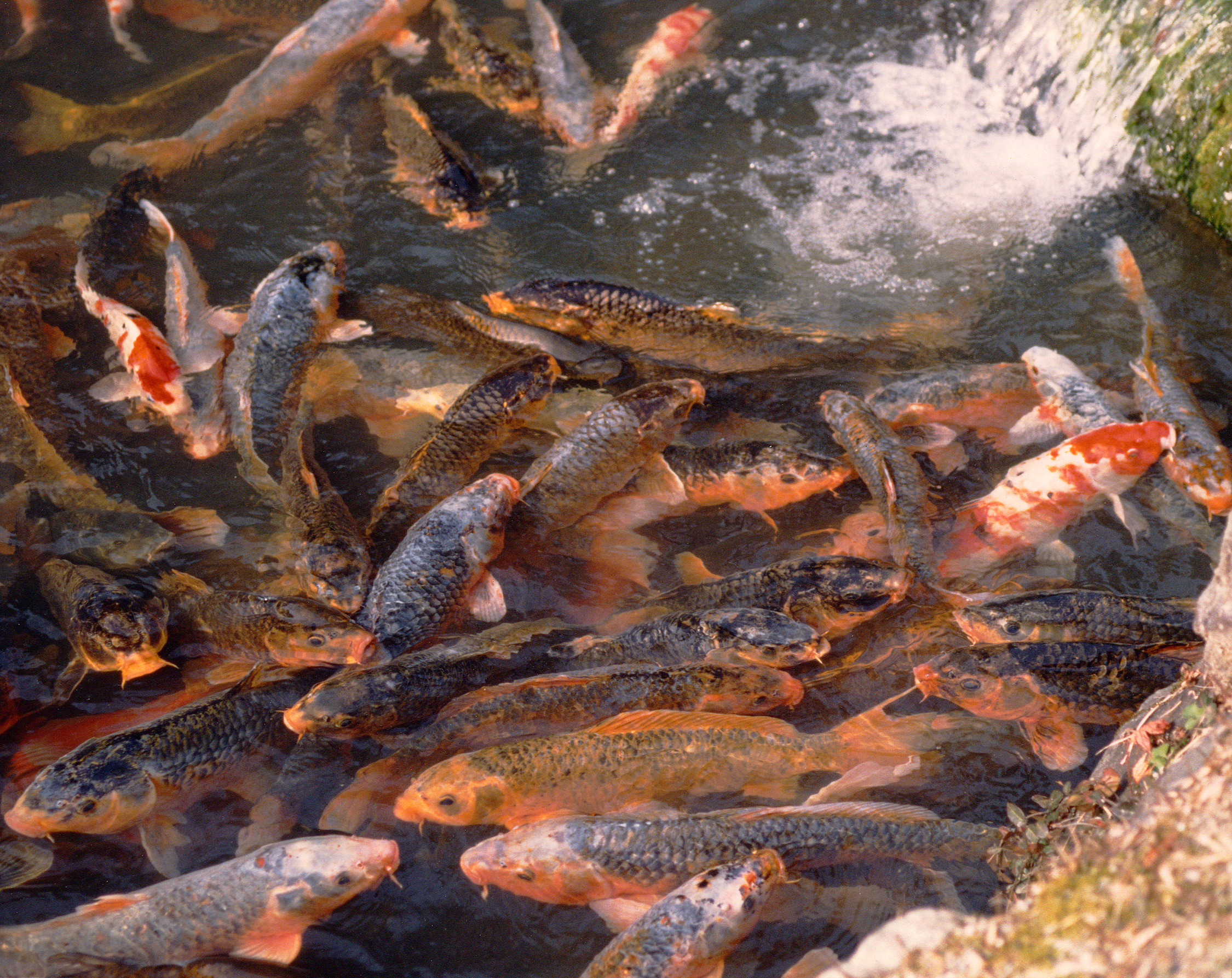
Grup de carpes Cyprinus carpio

## Morfologia
La característica principal dels actinopterigis és la possessió d'un esquelet d'espines òssies en les seves aletes. De fet, el terme Actinopterygii significa 'aletes radiades'. Tenen el crani cartilaginós i en part calcificat, recobert per fusos dèrmics, i un sol parell d'obertures branquials cobertes per un opercle. També es caracteritzen per presentar escates ganoides, que estan formades per un estrat ossi amb teixit ossi esponjós i teixit ossi laminar, i un estrat de ganoïdina. En els peixos actuals l'escata ganoide es redueix, i és leptoide, i existeixen dos tipus: Cicloidea i Ctenoidea, que presenten teixit ossi laminar, sense ganoïdina ni teixit esponjós.

## Taxonomia
La taxonomia és complexa per a un grup amb tantes espècies i diversitat. En la majoria de les classificacions taxonòmiques s'han reconegut tres subdivisions de la classe Actinopterygii: 
- Chondrostei
- Holostei
- Teleostei

Actualment s'han reagrupat en dues subdivisions, car els holostis eren un grup parafilètic, i aquests grups tendeixen a ser abandonats pels sistemes taxonòmics moderns basats en evidències filogenètiques.
Actualment s'accepten dues subclasses dins dels actinopterigis:
- Els condrostis (Chondrostei), restringida a formes bastant primitives i properes als membres extints. Pertanyen a aquesta subclasse els esturions.
- Els neopterigis (Neopterygii), un grup més modern, que inclou la gran majoria de les espècies actuals dins de la infraclasse dels teleostis (Teleostei).

## Classificació
A continuació s'adjunta la classificació dels actinopterigis fins al nivell de subclasses i superordres; per a la llista ampliada amb els ordres vegeu la classificació dels actinopterigis. S'han ordenat de manera que coincideixi amb la seqüència evolutiva fins al nivell de superordre. La llista està recopilada de Froese i Pauly amb anotacions en les divergències respecte a Nelson i les llistes de la ITIS.

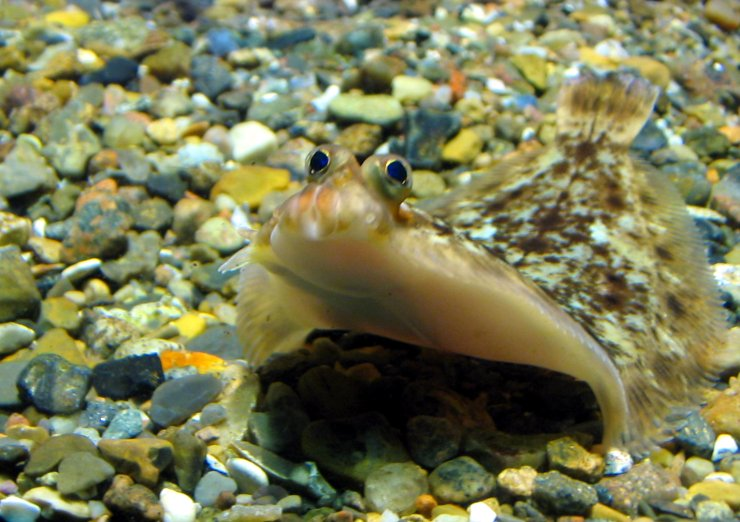
Un paracantopterigi pleuronectiforme

### SubclasseChondrostei[4]
- Ordre Acipenseriformes[5]
- Ordre Polypteriformes[6]

### SubclasseNeopterygii[7]
Infraclasse Holostei
- Ordre Amiiformes[9]
- Ordre Lepisosteiformes[10]

Infraclasse Teleostei
- Superordre Acanthopterygii[12]
  - Ordre Atheriniformes[13]
  - Ordre Beloniformes[14]
  - Ordre Beryciformes[15]
  - Ordre Cetomimiformes[16]
  - Ordre Cyprinodontiformes[17]
  - Ordre Gasterosteiformes[18]
  - Ordre Mugiliformes[19]
  - Ordre Perciformes[20]
  - Ordre Pleuronectiformes[21][22][23]
  - Ordre Scorpaeniformes[24]
  - Ordre Stephanoberyciformes[25]
  - Ordre Synbranchiformes
  - Ordre Syngnathiformes[26]
  - Ordre Tetraodontiformes[27]
  - Ordre Zeiformes[28]

- Superordre Clupeomorpha[29]
  - Ordre Clupeiformes[30]

- Superordre Cyclosquamata[31]
  - Ordre Aulopiformes[32]

- Superordre Elopomorpha[33]
  - Ordre Albuliformes[34]
  - Ordre Anguilliformes[35]
  - Ordre Elopiformes[36]
  - Ordre Notacanthiformes[37]
  - Ordre Saccopharyngiformes[38]

- Superordre Lampridiomorpha[39]
  - Ordre Lampridiformes[40]

- Superordre Ostariophysi[41]
  - Ordre Characiformes[42]
  - Ordre Cypriniformes[43]
  - Ordre Gonorynchiformes[44]
  - Ordre Gymnotiformes[45]
  - Ordre Siluriformes[46]

- Superordre Osteoglossomorpha[47]
  - Ordre Hiodontiformes[48]
  - Ordre Osteoglossiformes[49]

- Superordre Paracanthopterygii[50]
  - Ordre Batrachoidiformes[51]
  - Ordre Gadiformes
  - Ordre Lophiiformes[52]
  - Ordre Ophidiiformes[53]
  - Ordre Percopsiformes[54]

- Superordre Polymyxiomorpha
  - Ordre Polymixiiformes[55]

- Superordre Protacanthopterygii
  - Ordre Esociformes[56]
  - Ordre Osmeriformes[57]
  - Ordre Salmoniformes[58]

- Superordre Scopelomorpha
  - Ordre Myctophiformes[59]

- Superordre Stenopterygii
  - Ordre Ateleopodiformes[60]
  - Ordre Stomiiformes[61]